# La Prêtresse d'Avalon
La Prêtresse d'Avalon (Priestess of Avalon) est un roman de M. Z. Bradley et D. L. Paxson, paru en 2000 et inclus dans Le Cycle d'Avalon.

## Synopsis
L'histoire se déroule aux IIe et IIIe siècles et s'inspire de la vie Hélène, mère de l'empereur romain Constantin Ier.
L'auteur raconte dans la préface qu'on n'a que peu d'informations historique sur cette princesse, mais remarque qu'elle occupe une place privilégiée dans les légendes de l'Angleterre, et en fait une prêtresse d'Avalon. L'histoire est contemporaine de celle narrée dans L'impératrice, nouvelle incluse dans le roman Le Secret d'Avallon.
En 259, Rian, dame d'Avalon, meurt en donnant naissance à Eilan, qu'elle a eu de Coelius, prince de Camulodunon. Ganeda succède à Rian comme dame d'Avalon, et envoie sa nièce chez Coelius. Dix ans plus tard, Eilan revient à Avalon pour y être instruite et devenir prêtresse. Elle se heurte à la rancune de Ganeda, mais se lie d'amitié avec Dierna, la petite-fille de Ganeda. Une vision d'une des prêtresses montre la venue d'un "Restaurateur de la Lumière", qui est identifiée au romain Constance Chlore. Aelia, la prêtresse chargée d'attacher Constance à la cause d'Avalon prend peur, et Eilan prend sa place, mais s'attire le courroux de Ganeda qui la chasse d'Avalon.
Rappelé par l'empereur Aurélien, Constance suit une carrière militaire. Eilan, devenue Hélène le suit, et donne naissance à Constantin. Mais les problèmes de succession impériale amène au pouvoir Dioclétien, qui instaure la Tétrarchie : deux Augustes et deux Césars se partagent le pouvoir, et Constance Chlore est nommé César, mais doit se séparer d'Hélène pour épouser Théodora, fille de l'Auguste Maximien. Vingt ans plus tard, les Augustes abdiquent et les Césars, dont Constance Chlore, deviennent Auguste. Mais ce dernier meurt un an plus tard et Constantin se proclame César. 
Cependant le système de la Tétrarchie éclate et la guerre civile ravage l'empire. Le grand vainqueur de cette guerre est Constantin, qui autorise ensuite les chrétiens à pratiquer leur culte. Hélène devient l'impératrice-mère et élève Crispus, fils illégitime de Constantin et de Minerniva. Fausta, la nouvelle épouse de Constantin, donne naissance à plusieurs fils. Lorsque Crispus devient adulte et est nommé César, Fausta complote pour l'évincer et Constantin le fait exécuter. Horrifiée, Hélène s'éloigne de Constantin, mais est envoyée à Jérusalem pour identifier les lieux saints. À son retour à Rome, elle décide de se faire passer pour morte et se retire à Avalon, avec une autre Hélène, veuve de Crispus, et Crispa, la fille de ces derniers.

## Comparaison avec la réalité historique
L'histoire se déroule à l'époque où le christianisme passe de l'état de religion interdite à celui de religion officielle. Les personnages historiques correspondant aux personnages de ce roman sont : 
- Hélène (mère de Constantin) : le personnage principal de ce roman
- Constance Chlore, son amant,
- Constantin Ier (empereur romain), fils de Constance et d'Hélène,
- Crispus, le fils de Constantin.

D'une manière générale, le récit est conforme aux évènements historiques concernant Constantin, classiquement acceptés jusqu'au siècle dernier. Cependant, certains de ces évènements sont contestés depuis. Ainsi la vision du signe de la croix avec la devise In hoc signo vinces (Tu vaincras par ce signe) peu avant la bataille du pont Milvius, n'est pas mentionné par les historiens contemporains mais seulement par Eusèbe de Césarée quelques décennies plus tard.